# Agenzia di Bundelkhand
L'Agenzia del Bundelkhand (in inglese: Bundelkhand Agency) era un'agenzia dell'India britannica.

## Storia

### Sfondo storico
I Maratha cedettero parti del loro dominio a formare il Bundelkhand, zona che divenne successivamente nota come Bundelkhand britannico, e dal 1802 passò sotto l'amministrazione inglese col Trattato di Bassein. Dopo il 1802, molti dei governanti locali ottennero dagli inglesi dei sanads (contratti) dagli inglesi che consentirono loro di controllare sotto la tutela britannica le terre che avevano in possesso alla morte di Ali Bahadur, in cambio di un'alleanza scritta (ikrarnama) con gli inglesi stessi. Un ufficiale politico imposto dalle forze britanniche nel Bundelkhand supervisionava le relazioni tra gli stati ed il governo centrale. Nel 1806 il protettorato britannico venne accordato anche ai regnanti di Jhansi, e nel 1817 vennero accordati a questi i privilegi ereditari sul loro stato. Nel 1818 il pascià di Poona cedette tutti i suoi diritti sul Bundelkhand agli inglesi alla conclusione della Terza guerra anglo-maratha.

### Creazione dell'agenzia
Gli stati dotati di sanad vennero organizzati dal 1811 in quella che divenne nota col nome di Agenzia del Bundelkhand, con un agente politico riferente al governatore generale dell'India nominato a risiedere a Banda, nell'Uttar Pradesh. Nel 1818 il quartier generale venne spostato a Kalpi, nel 1824 a Hamirpur e nel 1832 tornò infine a Banda. L'agente politico venne posto sotto l'autorità del vice governatore delle Province nord-occidentali con sede ad Agra nel 1835. Nel 1849 l'autorità nell'Agenzia del Bundelkhand passò brevemente sotto il commissario dei Territori di Saugor e Nerbudda, che nominò un suo assistente politico di base a Jhansi. Poco dopo, l'autorità sul Bundelkhand venne assunta dal residente di Gwalior, ed il quartier generale venne spostato a Nowgong dove rimase sino al 1947. Nel 1853 il raja di Jhansi morì senza eredi ed i suoi territori vennero annessi al Bundelkhand inglese. Vennero quindi costituiti i distretti di Jhansi, Jalaun e Chanderi. Nel 1854 l'Agenzia del Bundelkhand venne posta sotto l'autorità della nuova Agenzia dell'India Centrale con sede a Indore.
La vedova del raja di Jhansi, Rani Lakshmi Bai, protestò per l'annessione dal momento che a lei non venne permesso di adottare un erede per proseguire la successione, come pure perché la dominazione inglese giunse a permettere la macellazione delle vacche sacre nel suo territorio. I Moti indiani del 1857 videro proprio a Jhansi uno dei loro centri più accaniti. Nel giugno di quello stesso anno alcuni uomini del 12º fanteria nativi dell'esercito britannico assediò il forte locale razziando il tesoro ed il magazzino e massacrando gli ufficiali europei della guarnigione. La rani si pose personalmente a capo dei ribelli e con essi catturò diversi distretti britannici circostanti e stati principeschi alleati degli inglesi. La regina cadde in battaglia valorosamente a Gwalior nel 1858. Solo nel novembre del 1858 Jhansi riuscì ad essere riportata sotto il controllo inglese.
Dopo la rivolta, Jhansi venne affidato al maharaja di Gwalior, ma passò sotto il diretto controllo inglese nel 1886. Nel 1865 l'assistente politico venne rimpiazzato da un agente politico. La porzione orientale dell'Agenzia venne distaccata per costituire l'Agenzia del Bagelkhand nel 1871. Lo stato del Khaniadhana venne trasferito d'autorità al residente di Gwalior nel 1888, e nel 1896 Baraundha, Jaso e gli Chaube Jagirs vennero trasferiti al Bagelkhand. Nel 1901 l'agenzia contava 9 stati, 13 residenze, e la pargana di Alampur che apparteneva formalmente allo Stato di Indore, con un'area totale di 9851 km2 ed una popolazione totale di 1.308.326. Gli stati più importanti erano Orchha, Panna, Samthar, Charkhari, Chhatarpur, Datia, Bijawar e Ajaigarh. La deforestazione venne accelerata sotto il dominio britannico. La popolazione dell'agenzia scese del 13% tra il 1891 ed il 1901 per gli effetti di una tremenda carestia. Nel 1931 l'Agenzia del Bagelkhand, ad eccezione dello Stato di Rewa, venne unita all'Agenzia del Bundelkhand.

## Stati principeschi
L'Agenzia del Bundelkhand confinava con quella del Bagelkand ad est, con le Province Unite a nord, col distretto di Lalitpur District ad ovest e con le Province Centrali a sud. L'Agenzia del Bagelkhand venne separata dal Bundelkhand nel 1871. Nel 1901 l'Agenzia del Bundelkhand includeva 9 stati, 13 residenze e la pargana di Alampur che apparteneva formalmente allo Stato di Indore.
Nel 1931, tutti gli stati dell'Agenzia del Baghelkhand vennero trasferiti nuovamente al Bundelkhand, ad eccezione di Rewa che venne posto sotto l'autorità della Residenza di Indore.
Salute states, in ordine di precedenza:
- Datia, titolo di Maharaja, saluto ereditario di 15 colpi di cannone a salve
- Orchha,[2] (stato) (Maha)raja (dal 1882, Saramad-i-Rajha-i-Bundelkhand Maharaja), saluto ereditario di 15 colpi di cannone a salve
- Ajaigarh, titolo di Maharaja, saluto ereditario di 11 colpi di cannone a salve
- Baoni, titolo di Nawab, saluto ereditario di 11 colpi di cannone a salve
- Bijawar, titolo di Maharaja, saluto ereditario di 11 colpi di cannone a salve
- Charkhari, titolo di Maharaja, saluto ereditario di 11 colpi di cannone a salve
- Panna, titolo di Maharaja, saluto ereditario di 11 colpi di cannone a salve
- Samthar, titolo di Raja, saluto ereditario di 11 colpi di cannone a salve

Non-salute states:
- Alipura, titolo di Rao
- Beri (Beri-Bundelkhand) , titolo di Rao/Raja (originariamente Dewan)
- Bihat
- Chhatarpur, titolo di (Maha)Raja
- Garrauli
- Gaurihar, titolo di Sardar Sawai; dal 1859, Rao
- Jigni, titolo di Rao
- Lugasi
- Naigawan Rebai
- Sarila, titolo di Raja

Jagirs:
- Banka-Pahari
- Bijna
- Bilheri jagir, sotto lo stato di Chhatarpur, garantito dagli inglesi
- Dhurwai
- Tori Fatehpur (uno degli jagirs Hasht-Bhaiya)

## Ex stati ripartiti o annessi
- Jalaun, annesso nel 1840
- Jhansi, annesso nel 1853
- Jaitpur, annesso nel 1849
- Khaddi, annesso
- Chirgaon (uno degli jagir di Hasht Bhaiya), annesso
- Purwa (uno dei Chaube Jagirs), diviso
- Bijeraghogarh, diviso
- Tiroha, diviso
- Shahgarh, diviso nel 1857
- Banpur, diviso nel 1857, reclamato dallo Stato di Gwalior ma il reclamo venne rifiutato. Finalmente nel 1860 venne ceduto a Gwalior ripartendolo con Jhansi.[3]